# Université des sciences appliquées Arcada
Pour les articles homonymes, voir Arcada.
L'Université des sciences appliquées Arcada (finnois : Ammattikorkeakoulu Arcada, suédois : Yrkeshögskolan Arcada) est une université d'Helsinki en  Finlande. 

## Présentation

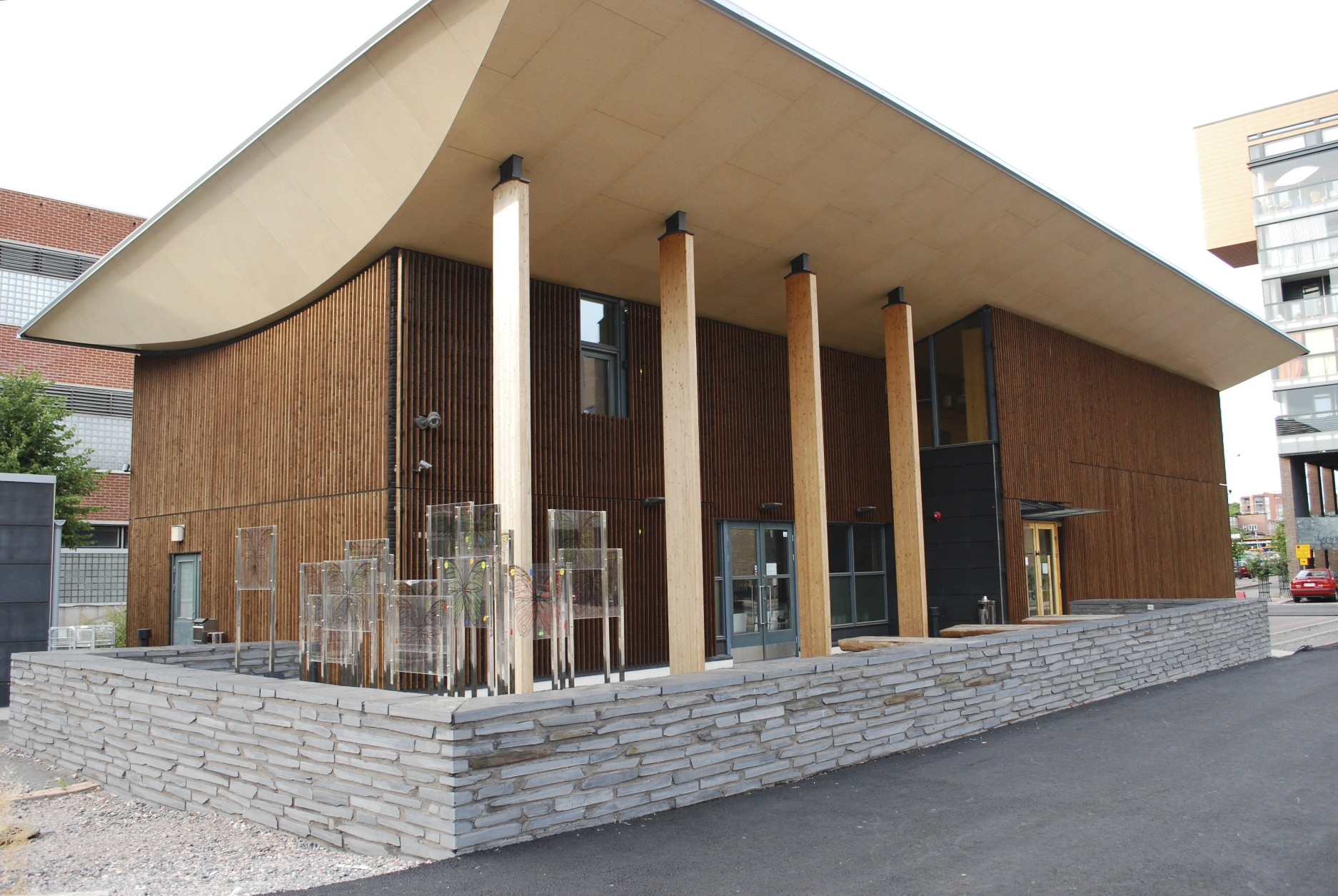
Local de l'association des étudiants